# Jeux sud-asiatiques de 1993
Les Jeux sud-asiatiques 1993 se sont déroulés à Dacca, au Bangladesh en 1993. Il s'agit de la 6e édition.

## Tableaux des médailles
| Rang | Nation     | Or | Argent | Bronze | Total |
| ---- | ---------- | -- | ------ | ------ | ----- |
| 1er  | Inde       | 60 | 46     | 31     | 137   |
| 2e   | Pakistan   | 23 | 22     | 20     | 65    |
| 3e   | Sri Lanka  | 20 | 22     | 39     | 81    |
| 4e   | Bangladesh | 11 | 19     | 32     | 62    |
| 5e   | Népal      | 1  | 6      | 15     | 22    |
| 6e   | Bhoutan    | 0  | 0      | 0      | 0     |
| 7e   | Maldives   | 0  | 0      | 0      | 0     |